# Charadriidae
Los carádridos (Charadriidae) son una familia de aves del orden Charadriiformes que incluye los chorlos, chorlitos, chorlitejos y avefrías, cerca de sesenta y cuatro a sesenta y seis especies en total. Son aves de pequeño y mediano tamaño, de cuerpo compacto, con patas largas o cortas, picos largos y alas puntiagudas.
Se distribuyen por todo el mundo, en hábitats acuáticos, salvo algunas excepciones presentes en Australia.

## Taxonomía
La familia incluye diez géneros distribuidos en tres subfamilias:
- Subfamilia Vanellinae - avefrías o teros
  - Erythrogonys
  - Vanellus

- Subfamilia Pluvialinae - chorlitos
  - Pluvialis

- Subfamilia Charadriinae - chorlitos
  - Charadrius
  - Thinornis
  - Elseyornis
  - Peltohyas
  - Anarhynchus
  - Phegornis
  - Oreopholus